# جزيرة صيرة

تعديل مصدري - تعديل

جزيرة صيرة هي أحد جزر اليمن وتقسم إدارياً كأحد أحياء مديرية صيرة (كريتر) بمحافظة عدن، يبلغ عدد سكانها 417 نسمة .